# 紀國號列車

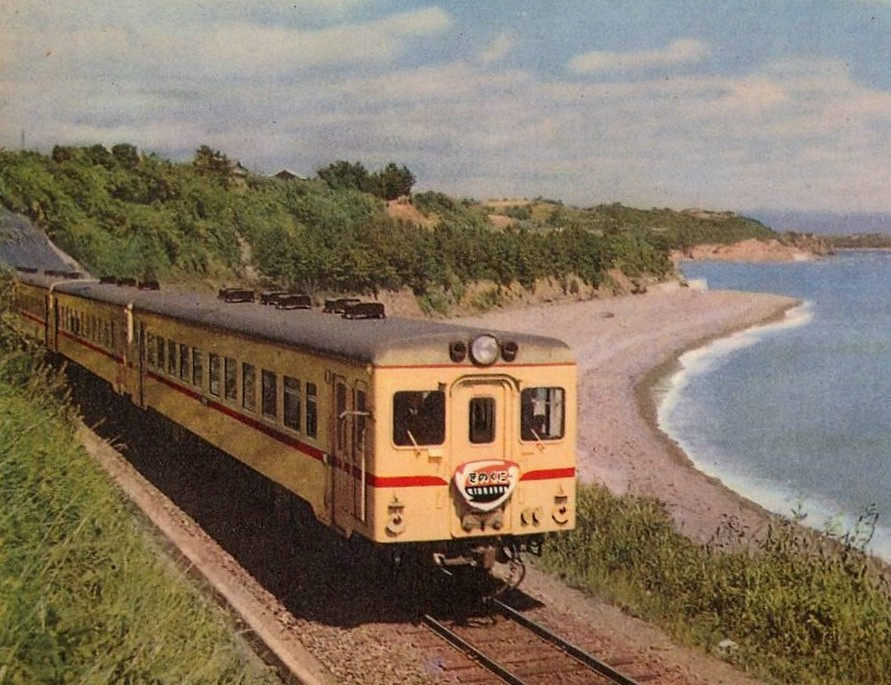
日本國鐵KiHa55系柴油列車行走準急「紀國」（1960年代）

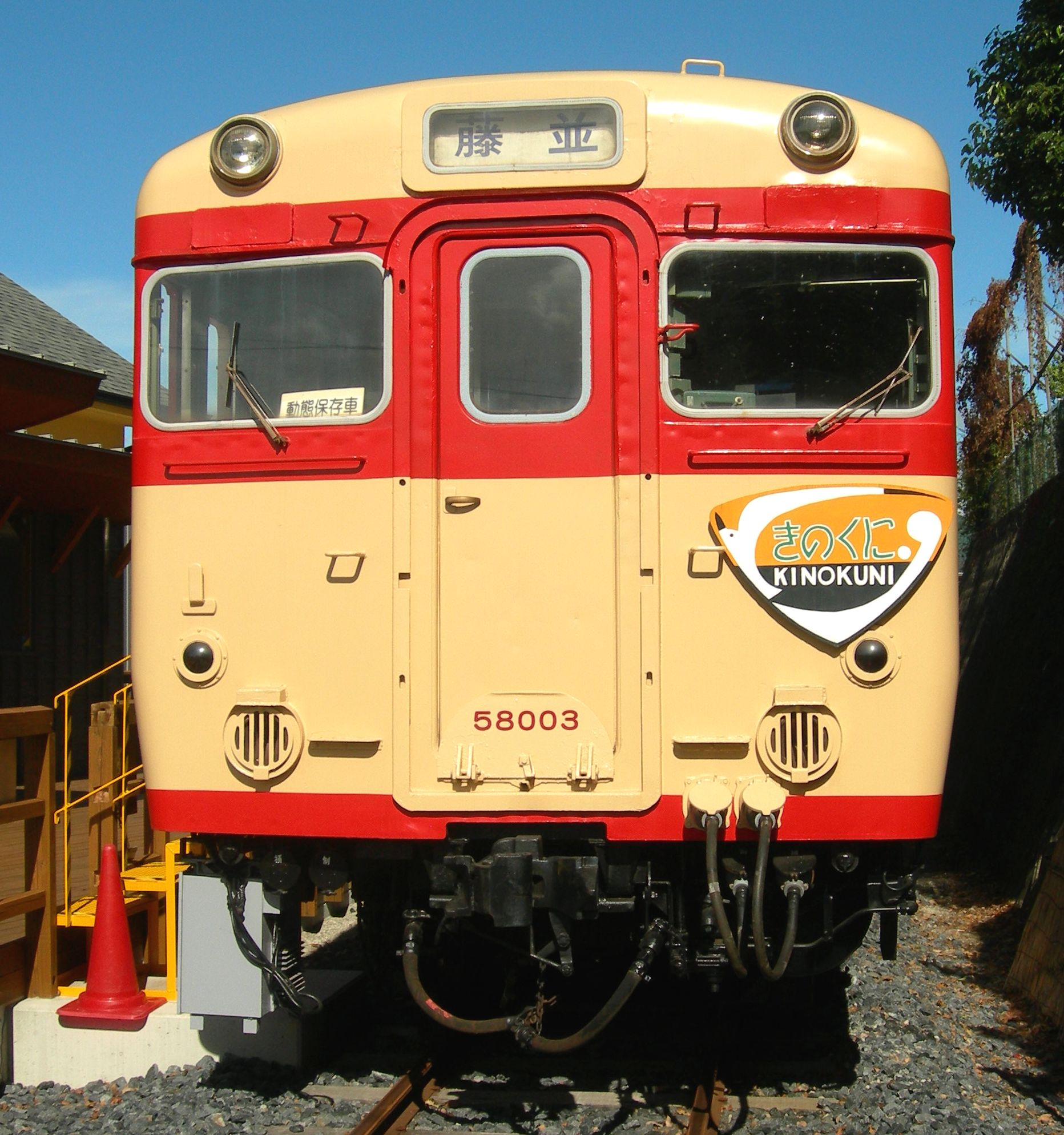
附上頭徽的KiHa58（在有田鐵道線車輛中再現）

紀國（日语： Kinokuni */?）號列車是由日本國有鐵道（國鐵）和南海電氣鐵道（南海）運行於天王寺站、難波站至白濱站、新宮站之間的急行列車。途經阪和線及紀勢本線，或者南海本線及紀勢本線。
此條目也記載國鐵直通至南海的優等列車演變。

## 概要
「紀國」先行於1958年12月1日開始營運，當時為一列準急列車，行走於天王寺站至白濱口站（現時：白濱站）之間，整個車廂都是座位指定席。在1959年7月15日，增加1個往返班次，該班次是毎日運行的臨時列車。該列車會連結於南海難波站到發的編成。後來隨著於1966年3月5日改變準急制度，「紀國」升級為急行列車。

## 運行概況
在1958年（昭和33年）12月1日開始運行當初，只有1個往返班次，行走於天王寺站至白濱口站之間。後來，隨著紀勢本線在1959年（昭和34年）7月15日全線開通，增加1個往返班次，該班次為毎日行走的臨時列車班次，使共有2個往返班次。該臨時列車設有於南海線難波站到發的編成，在東和歌山站至白濱口站之間結併，列車在東和歌山站分離和連結車廂。在南海一方，製造了與KiHa55系同一水平的KiHa5501形、KiHa5551形柴油列車。由於在南海線內未有訓練員工，因此當時柴油列車的引擎只會空轉，由電動列車牽引柴油列車行走南海線。
由於使用人次眾多，因此班次數目與區間擴大。在1962年（昭和37年），天王寺站至紀伊椿站（現時：椿站）之間增加1個往返班次。在1963年（昭和38年）10月增加1個往返班次至共有4個往返班次。在1965年（昭和40年）3月1日，特急「黑潮」開始運行當日，「紀國」前往白濱的1班延長至新宮站。在1966年（昭和41年），隨著準急制度進行變更，「紀國」升級至急行列車。
在1968年（昭和43年），於和歌山站（同年3月1日從東和歌山站改名而成）到發，只於紀勢本線內行走的急行列車中，直通至阪和線和南海線直通的急行列車名稱定為「紀國」。因此，在定期列車中，從天王寺站出發的班次共有10班，前往天王寺站的班次共有8班。季節列車共有3個往返班次，於難波站到發的定期列車共有3個往返班次，季節列車共有1個往返班次。在1969年（昭和44年），增加了1個臨時往返班次，行走於天王寺站至白濱站之間。
但是在1978年（昭和53年）10月2日，和歌山站至新宮站之間電氣化工程完成。「紀國」的班次開始變成「黑潮」，使「紀國」開始減班。在上述進行的時間表修正中，只剩9個往返班次。在1980年（昭和55年），包含季節列車在內，只有6個往返班次。
在1982年（昭和57年），行走於天王寺站至新宮站之間的夜行列車變成季節列車，不再駛入至鳥羽站。「紀國」只行走於天王寺站、難波站至白濱站、新宮站、熊野市站之間，以及從紀伊田邊出發前往新宮的班次。在1984年（昭和59年）2月1日，夜行列車被廢除。當時從天王寺站出發只有3班，前往天王寺站的班次只有5班，只有2個往返班次於難波站到發。除了和歌山市站至和歌山站之間是非電氣化區間外，其餘路段都是設有架空電纜，成為了「全區間於架空電纜下行走的柴油列車」。但是，在南海一方沒有翻新急行車輛，南海急行車輛本身不能加設空調設備（參見下面使用車輛一節），當時在國鐵車輛已經加於空調設備，而南海線內的普通列車（不需要急行費用）也開始繼續空調化進程，因此南海急行車輛比起其他車輛比較遜色。
在一段時期曾經有報道指南海向國鐵購買485系電動列車，以取代「紀國」之用。但是由於和歌山市站內的渡線需要電氣化，因此最後沒有實現。最後在1985年（昭和60年）3月14日時間表修正，所有「紀國」列車升級至「黑潮」，同日「紀國」正式廢除。從「黑潮號」以來，再沒有於南海難波站到發的列車行走紀勢本線。

### 停車站
末期（1980年代以後）的停車站
- 國鐵線內：天王寺站 - 和歌山站 - 〔海南站〕 - 箕島站 - 湯淺站 - 御坊站 - 南部站 - 紀伊田邊站 - 白濱站 - （椿站） - 周參見站 - 串本站 - 古座站 - （太地站） - （湯川站） - 紀伊勝浦站 - 那智站 - 新宮站
- 南海線（包含國鐵和歌山站）：難波站 - 新今宮站 - 堺站 - 岸和田站 - 和歌山市站 - 紀和站 - 和歌山站
  - 部分「紀國」通行（　）車站，部分季節「紀國」通過〔　〕車站。

1978年（昭和53年）10月1日以前，在天王寺至白濱站之間中途只停靠和歌山站、御坊站和紀伊田邊站。季節列車除了停靠上述之車站外，還停靠箕島站、湯淺站和南部站其中一站。部分列車還停靠下津站、初島站、紀伊由良站和下里站。此外，為了方便海灘客，在夏季時期，部分列車臨時停靠江住站、和深站、紀伊田原站和紀伊浦神站。
在南海本線內的類別為「聯絡急行」（在1966年〈昭和41年〉3月4日前為連絡準急），在線內視為特急。當時與南海本線特急停靠相同的停車站。在1966年（昭和41年）12月1日新今宮站啟用時已經開始停靠。在1968年（昭和43年）9月30日前，列車停靠泉大津站、貝塚站和泉佐野站。

### 使用車輛
於天王寺站到發的編成會使用KiHa28、KiHa58和KiHa65。於南海難波站到發的編成會使用KiHa5501形、KiHa5551。在南海車輛中，KiHa5501、5551全車搭載2台引擎。由於該列車沒有空間額外設置柴油發電機用作空調之用，因此直至晚年前未有空調化。
在和歌山至紀伊田邊之間雙線化工程完成後，行車時間在天王寺至白濱之間縮短至2小時30至50分鐘，天王寺至新宮之間縮短至4小時50分鐘至5小時10分鐘。此外在1970年代前，除了使用柴油列車行走外，還有由機車牽引（主要使用12系客車，在阪和線內使用EF58型電力機車等，紀勢線內使用DF50型柴油機車等機車牽引）的臨時客車急行班次。客車急行的速度比柴油列車為慢，特別是於柴油機車牽引區間，即是紀勢本線內的行走時間差距比較明顯。在天王寺至白濱之間，平均行車時間為3小時30分鐘左右，最慢行車時間為3小時55分鐘。該臨時列車（白濱站於15:34出發 → 天王寺站19:29到達）於御坊站會被後一班，由柴油列車行走的季節列車「紀國」追越。在白濱站於1小時6分鐘出發，再後一班的定期「紀國」到達和歌山站的時間與使用機車牽引的「紀國」只相差6分鐘，到達終點天王寺站的差距只有1分鐘，可看出臨時列車十分慢。

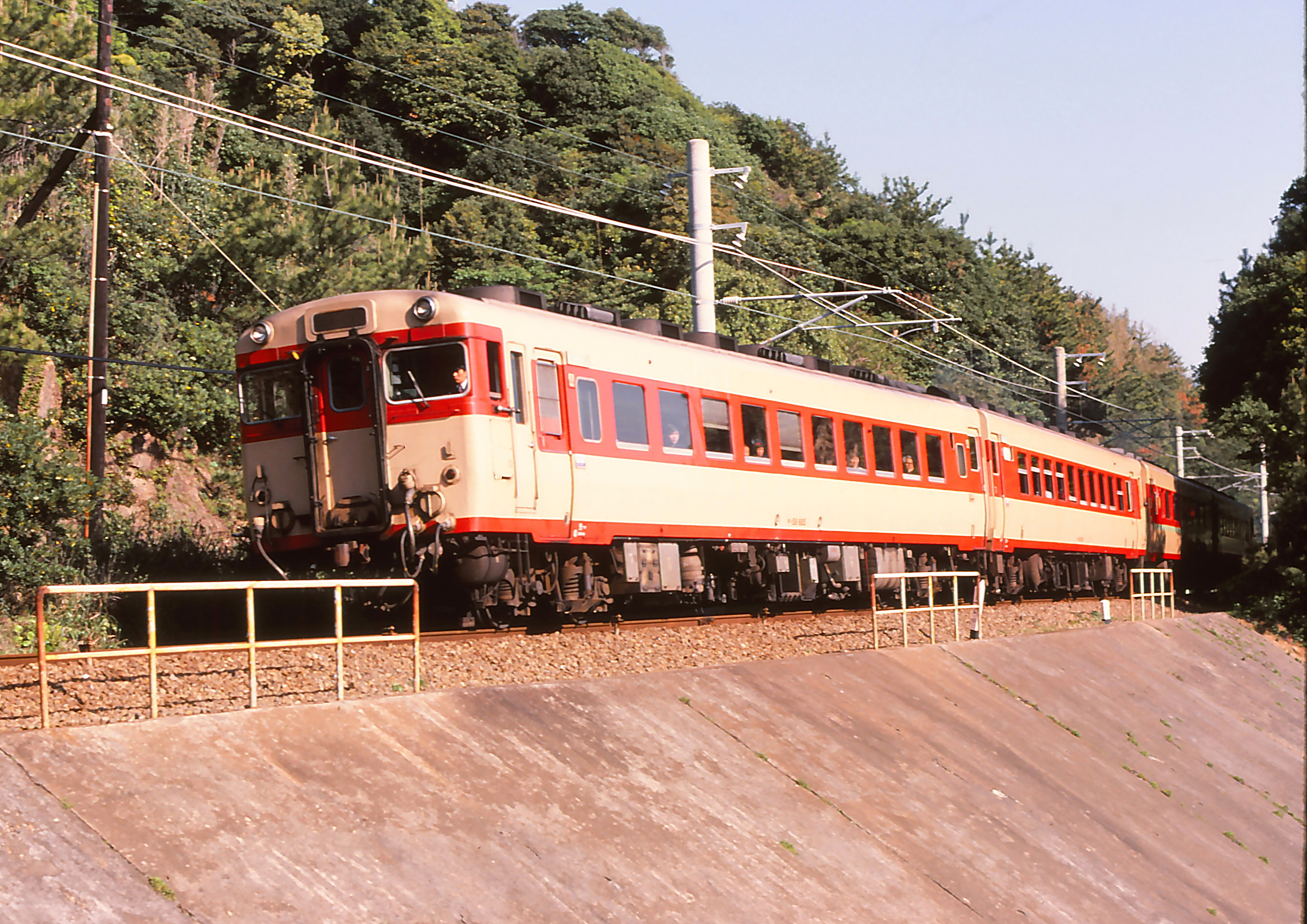
KiHa58　三輪崎站－新宮站
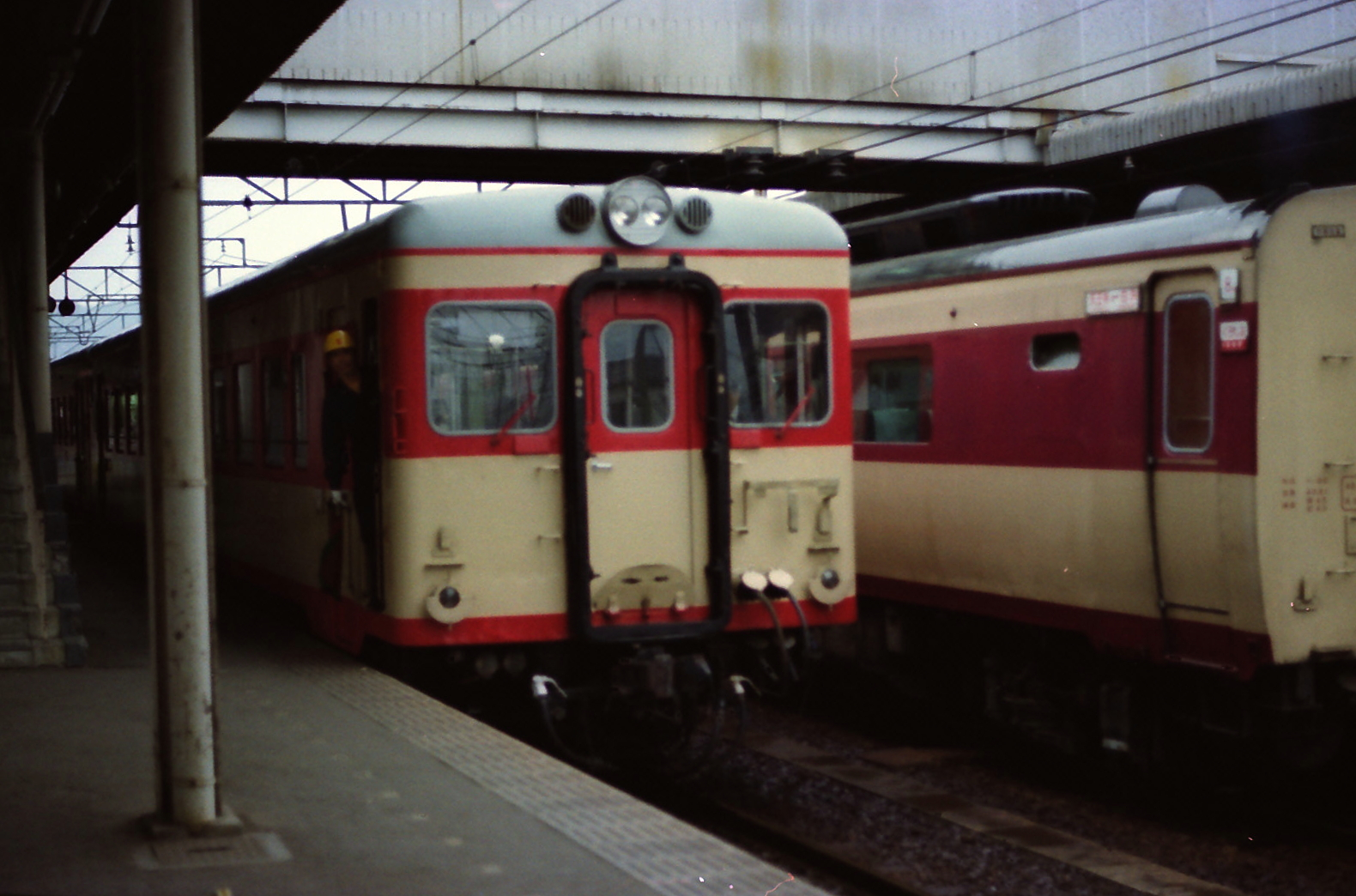
南海的KiHa5500形
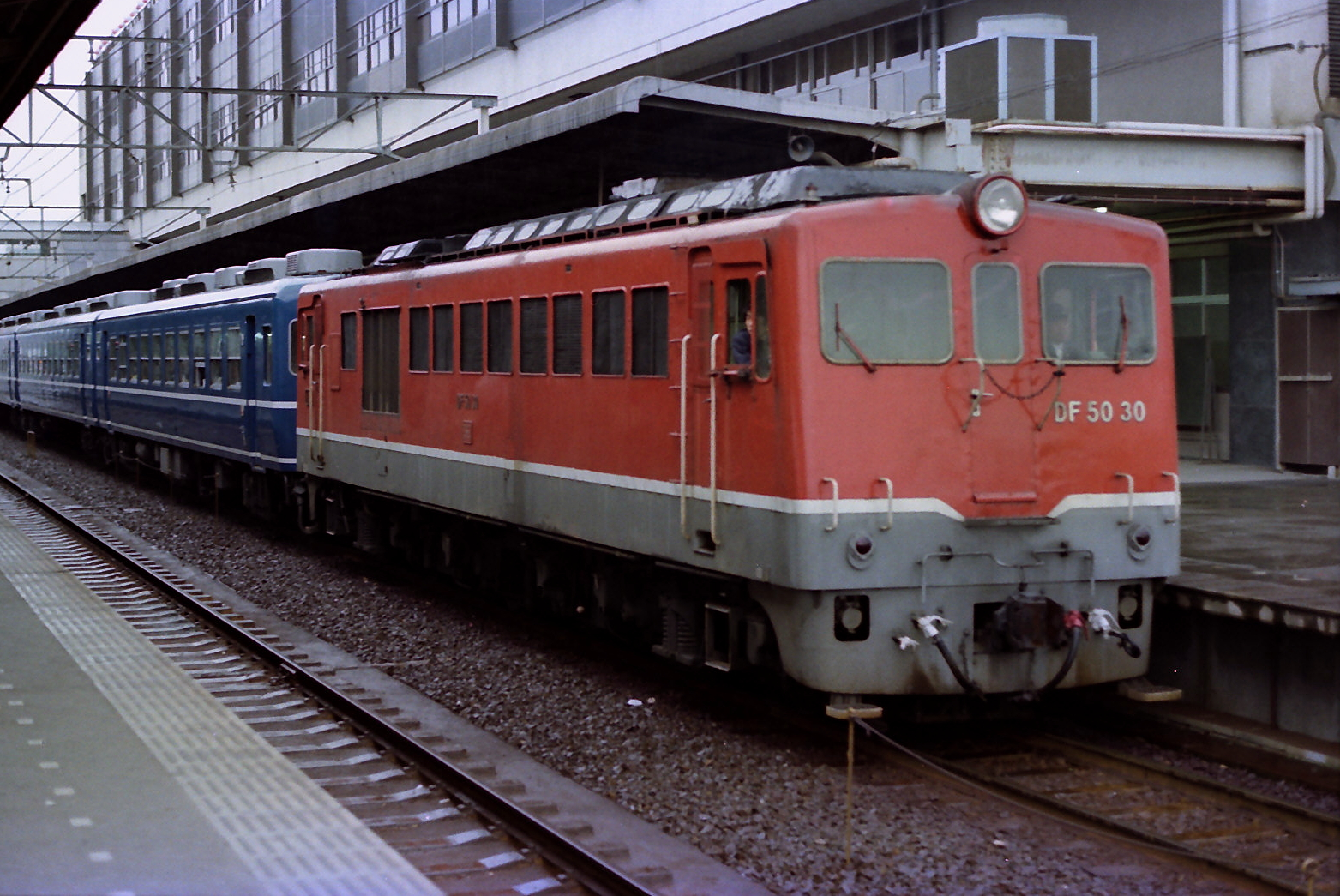
在紀勢本線內的DF50機車
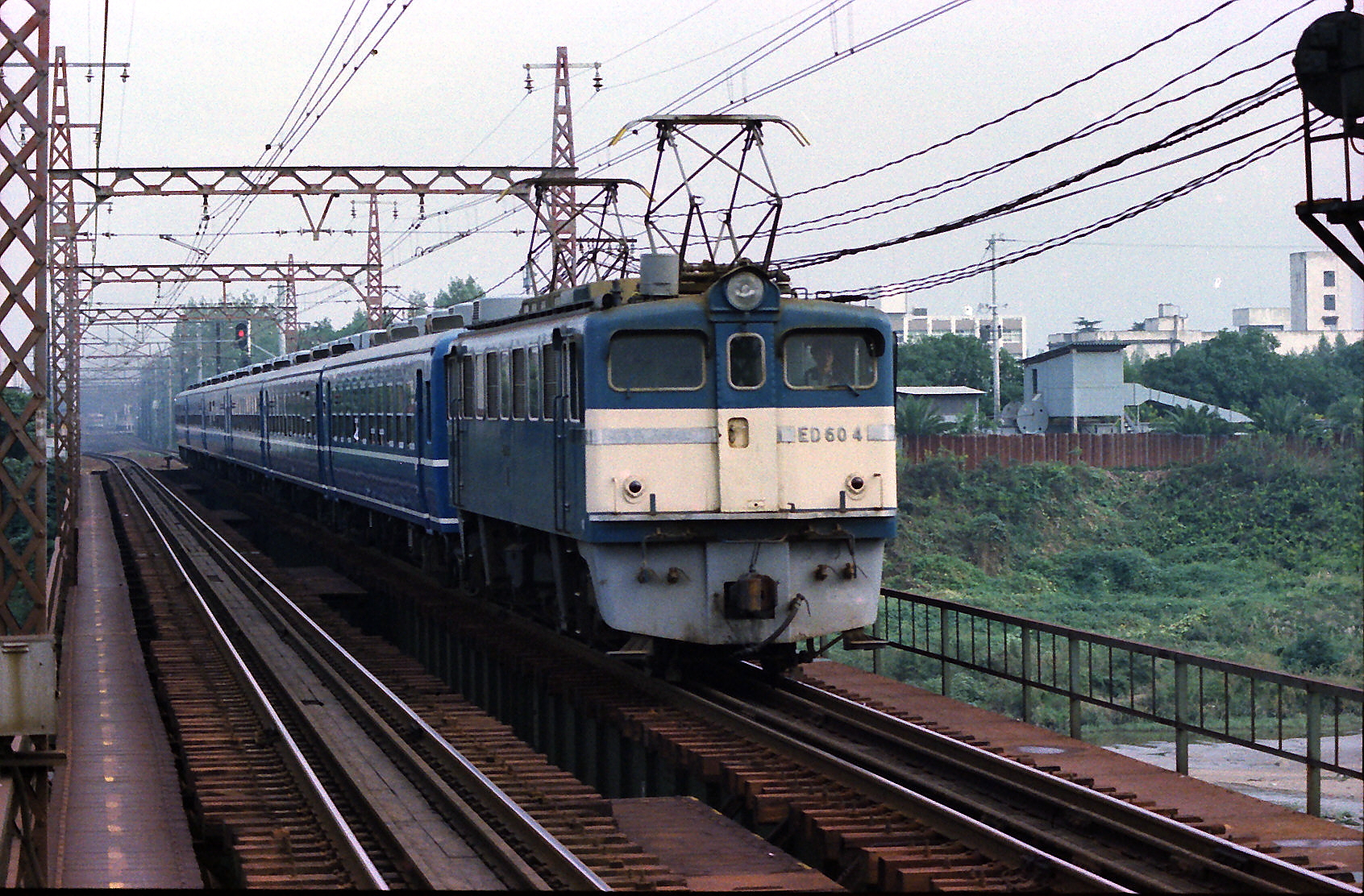
在阪和線內的ED60形機車

## 國鐵、南海直通優等列車演變
關於南海直通列車，在第二次世界大戰前的1933年11月至1937年12月，當時不是從南海鐵道直通，而是從阪和電氣鐵道直通。該列車為週末快速列車「黑潮號」（日语：／），平日行走的「平日列車」，星期日行走的「星期日列車」，這些列車會直通至白濱口站（現時：白濱站）。當時由於大阪和和歌山之間沒有國鐵路線直接連接，因此國鐵直接直通運輸至私鐵路線內。

### 南紀直通列車開始運輸
- 1933年（昭和8年）
  - 11月4日：鐵道省和阪和電氣鐵道開設南紀直通列車，當時行走阪和天王寺站至紀伊田邊站之間。
  - 11月11日：南紀直通列車設有列車名「黑潮號」。
  - 12月20日：「黑潮號」的運輸區間改為阪和天王寺站至白濱口站（現時：白濱站）之間。
- 1934年（昭和9年）11月17日：國鐵和南海之間開設「黑潮號」，行走於難波站至白濱口站之間。
- 1935年（昭和10年）3月29日：「平日列車」、「星期日列車」的運輸區間改變為阪和天王寺站、難波站至紀伊椿站（現時：椿站）之間。
- 1936年（昭和11年）10月30日：「平日列車」、「星期日列車」的運輸區間改變為阪和天王寺站、難波站至周參見站之間（但是，南海車輛和阪和車輛只行駛至白濱口）。
- 1937年（昭和12年）12月1日：「黑潮號」廢除。「平日列車」和「星期日列車」整合，只剩下1個往返班次，行走於阪和天王寺站、難波站至周參見站之間。
- 1938年（昭和13年）9月7日：直通運輸區間改為阪和天王寺站、難波站至前往白濱口站、從江住站出發（但是，南海車輛和阪和車輛只行駛至白濱口）。
- 1940年（昭和15年）8月8日：直通運輸區間改為阪和天王寺站至新宮站、紀伊木本站之間，共有3個往返班次，不再直通至南海鐵道。

### 戰後南紀直通列車復活
- 1948年（昭和23年）7月1日：開設不定期列車夜行準急列車2010、2011列車，行走於天王寺站、和歌山市站至新宮站之間。該列車是戰後再次設有來往大阪與南紀之間的直通優等列車。
- 1949年（昭和24年）9月15日：2010、2011列車改為行走於天王寺站至新宮站之間，同時變為定期列車。
- 1950年（昭和25年）
  - 4月1日：開設臨時日間準急列車3401、3400列車，行走於天王寺站至新宮站之間。
  - 10月1日：開設臨時快速列車3402、3403列車，行走於天王寺站至白濱口站之間，該列車只於週末行走。該列車名稱仿效戰前，加設愛稱「黑潮」（日语：／）。
- 1951年（昭和26年）
  - 5月7日：夜行準急列車108、7列車降級為普通列車。同時，「黑潮」開始設有編成直通至南海線難波站。但是，行走當初由於南海沒有任何客車，因此所有車輛都是由國鐵擁有。
- 1952年（昭和27年）5月起：「黑潮」於難波站到發的編成開始使用由南海擁有的客車SaHa4801形客車（日语：南海サハ4801形客車）。但是，當時只有1架車輛，因此在多客時期會向國鐵租借車輛。
- 1953年（昭和28年）5月1日：開設臨時準急列車「南紀」（日语：／），行走於天王寺站至白濱口之間。
- 1954年（昭和29年）10月1日：「黑潮」於天王寺站到發的班次增加1個往返班次，同時成為準急列車。
- 1955年（昭和30年）3月25日：「南紀」成為定期列車[5]。
- 1956年（昭和31年）11月19日：從新宮出發前往天王寺的準急列車設定為103列車。另外，「黑潮」列車名稱以平假名「くろしお」標記。

### 「紀國」登場
- 1958年（昭和33年）
  - 10月1日：準急103列車名為「速玉」。
  - 12月1日：開設全車座位指定席準急列車「紀國」，行走於天王寺站至白濱口站之間，使用KiHa55系柴油列車（日语：国鉄キハ55系気動車）行走。同時，於阪和線內行走的「特急電車」改名為「快速」，「急行電車」、「準急電車」改名為「直行」（現時：區間快速）。
- 1959年（昭和34年）7月15日：隨著紀勢本線全線開通，設有以下變更。
  1. 「紀國」增加1個往返班次，該班次是毎日行走的臨時列車。該列車連結於南海線難波站到發的編成。
  2. 行走於天王寺站至新宮站之間的夜行普通列車升級至準急列車。該列車加設名稱為「速玉」。因此「速玉」行走規律不一，共有1個往返班次。

  - 9月22日：「南紀」的行走區間改為天王寺站至新宮站之間，同時開始使用柴油列車。
  - 10月20日：原本毎日行走的臨時列車「南紀」、「紀國」之1個往返班次變成定期列車。
- 1960年（昭和35年）
  - 6月1日：「速玉」編入至「南紀」。「南紀」共有2個往返班次，1個往返班次是使用柴油列車的日間列車，1個往返班次是使用客車的列車。
  - 10月28日：開設毎日行走的臨時準急列車「臨時南紀」（日语：／），行走於天王寺站至新宮站之間。
- 1961年（昭和36年）3月1日：實施時間表修正，「臨時南紀」編入「南紀」。自此「南紀」設有3個往返班次。另外，日間列車部分編成於南海線難波站到發。
- 1962年（昭和37年）
  - 2月1日：「南紀」2號前往天王寺站的班次改用客車。
  - 6月10日：增加「紀國」1個往返班次，行走於天王寺站至紀伊椿站（現時：椿站）之間。
- 1963年（昭和38年）10月1日：實施時間表修正，設有以下變更。
  1. 增加「南紀」於難波站到發的班次。日間所有列車行走於天王寺站、難波站至新宮站之間。
  2. 「紀國」增加1個往返班次，共有4個往返班次。

### 特急「紀國」登場
- 1965年（昭和40年）
  - 3月1日：開設特別急行列車「黑潮」，行走於天王寺站至名古屋站之間，途經阪和線、紀勢本線和關西本線。
  - 10月1日：「紀國」前往白濱的1班延長至新宮站。
- 1966年（昭和41年）
  - 3月5日：準急制度改變，「南紀」、「紀國」升級至急行列車。
  - 10月1日：「南紀」前往天王寺、難波的1號之出發車站改為熊野市站。但是，熊野市站至新宮站之間都是普通列車。
- 1967年（昭和42年）10月1日：「黑潮」分別增加行走於天王寺站至白濱站和天王寺站至新宮站之間各1個往返班次。自此設有3個往返班次。此外，「黑潮」的列車號數中，下行前往天王寺站的班次為單數，上行前往名古屋站的班次為雙數。
- 1968年（昭和43年）10月1日：於和歌山站到發，只於紀勢本線內行走的急行列車中，直通至阪和線和南海線直通的急行列車名稱定為「紀國」。因此，在定期列車中，從天王寺站出發的班次共有10班，前往天王寺站的班次共有8班。季節列車共有3個往返班次，於難波站到發的定期列車共有3個往返班次，季節列車共有1個往返班次。「南紀」這個名稱一度廢除。
- 1969年（昭和44年）10月1日：增加1個臨時往返班次「紀國」，行走於天王寺站至白濱站之間。
- 1970年（昭和45年）10月1日：增加1班季節「黑潮」列車，從白濱出發前往天王寺。此外，行走於天王寺站至白濱站之間的1個往返班次變為季節列車。
- 1971年（昭和46年）11月2日：開設臨時特別急行列車「藍天」，行走於天王寺站至紀伊勝浦站之間。
- 1972年（昭和47年）3月15日：「黑潮」於白濱站到發的列車改為新宮站到發。使3個往返班次於新宮站到發，1個往返班次於名古屋站到發。使「黑潮」共有4個往返班次。
- 1972年（昭和47年）10月2日：「紀國」的1個往返班次升級至「黑潮」，天王寺站至白濱之間增加1個往返班次。使「黑潮」共有5個往返班次。
- 1973年（昭和48年）10月12日
  1. 隨著伊勢線開通，天王寺站至名古屋站之間直通的「黑潮」不再途經龜山站，改經伊勢線鈴鹿站，行車時間縮短約20分鐘。

### 「紀國」縮小規模至廢除

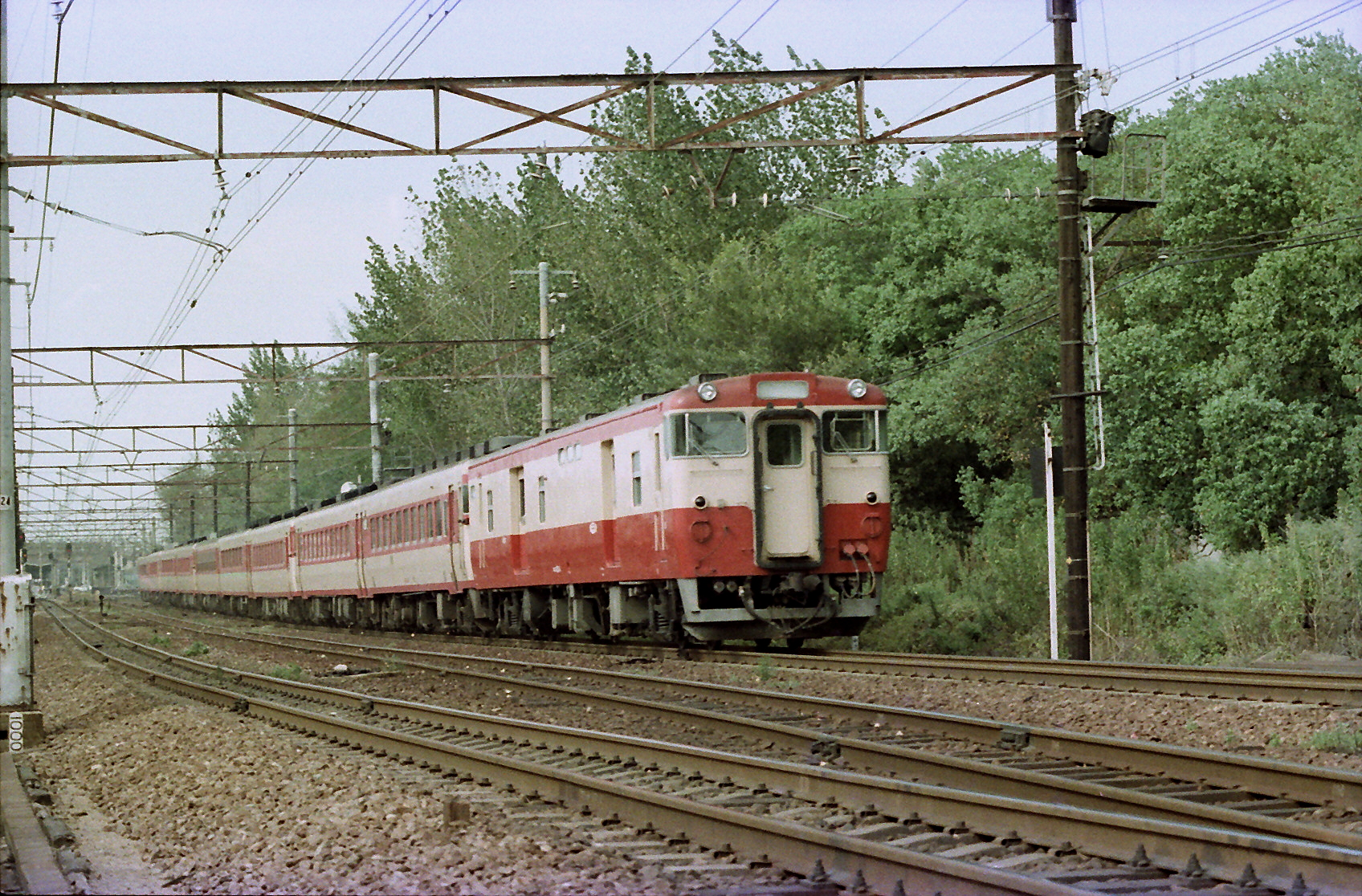
1978年的「紀國」。車頭是一般色時代的日本國鐵58系柴油列車#KiNi28形、KiYuNi28形（杉本町至淺香之間）

- 1978年（昭和53年）10月2日：紀勢本線和歌山站至新宮站之間電氣化完成，設有以下變更。
  1. 特急「黑潮」不再駛越新宮站，於新宮站系統分離。
    1. 天王寺站至白濱站、新宮站之間繼續使用「黑潮」這個名稱，並且改用電動列車和變成L特急。
    2. 名古屋站至紀伊勝浦站之間開設柴油列車特急「南紀」

  2. 「紀國」減少至9個往返班次。當中駛入南海線的車輛必須是柴油列車，另外由於設有直通至參宮線鳥羽站的直通列車，因此繼續使用柴油列車。此外，開設從紀伊田邊出發前往新宮站的「紀國」2號。
- 1980年（昭和55年）10月1日：「紀國」3個往返班次升級至「黑潮」，這些班次行走於天王寺站至白濱站之間。自此，「黑潮」共有10個往返班次，「紀國」包含季節列車在內設有6個往返班次。
- 1982年（昭和57年）
  - 5月17日：隨著關西本線名古屋站至龜山站之間電氣化，設有以下變更。

  1. 「黑潮」於白濱站到發的1個往返班次變成季節列車，定期列車減至9個往返班次。此外，原本於新宮站到發的季節列車改於白濱站到發。
  2. 「紀國」不再駛入鳥羽站，「紀國」只行走於天王寺站、難波站至白濱站、新宮站、熊野市站之間，以及從紀伊田邊出發前往新宮。

  - 11月15日：「紀國」行走於天王寺站至新宮站之間的夜行列車變成季節列車。
- 1984年（昭和59年）2月1日：廢除「紀國」夜行列車班次。當時「紀國」只剩下3班從天王寺站出發，5班前往天王寺站，於難波站到發共有2個往返班次。
- 1985年（昭和60年）3月14日：「紀國」全部升級至「黑潮」（共有4個往返班次）。自此，「黑潮」共有13個往返班次。同時，從「黑潮號」以來，再沒有於南海線難波站到發的直通列車行走紀勢本線。
- 2003年（平成15年）10月11日、12日：隨著紀念紀勢本線電氣化25周年，開設急行「紀國」之復活班次，行走於天王寺站至新宮站之間。

## 注腳
1. ↑  在南海，正式列車名稱為「紀國號」。
2. ↑  「南海「ひばり」に食指」朝日新聞大阪版1982年7月10日朝刊
3. ↑  另外，該渡線仍然未電氣化。
4. ↑  使用2台引擎是為了於南海線內可進行高速行駛（使KiHa5501、5551在南海行走的時間與特急電動列車相同，在線內最高速度是100 km/h，高於國鐵車輛的95 km/h）。而由於DMH17C的馬力較弱，因此1台引擎的車廂較難於斜坡路段以高速行走（特別是越過孝子峠的22 ‰坡度），這樣會難以追上時間表。
5. ↑  《近畿地方の日本国有鉄道-大阪・天王寺・福知山鉄道局史》大阪、天王寺、福知山鐵道局史編集委員會 2004年 p.361